# Перемет

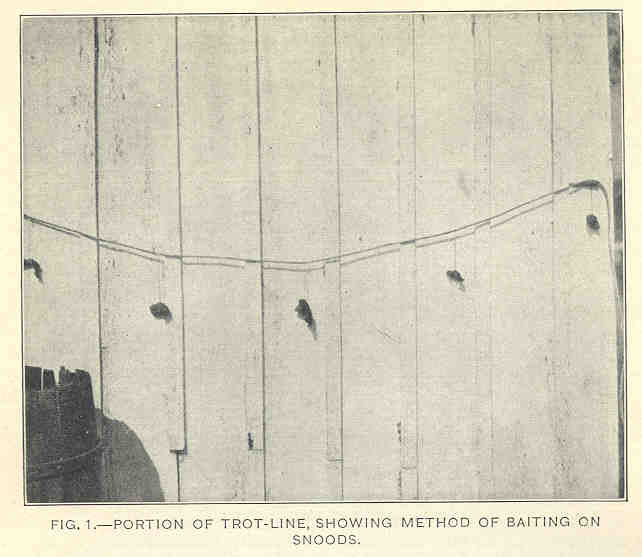

Перемет — варварське браконьєрське знаряддя для рибної ловлі.
Натягнута поперек водойми мотузка, волосінь з величезною кількістю гачків.
Здобич зачіплюється на гачки. Більша частина риби (до 90 %) залишається травмованою і гине.
Рибалка переметом відноситься до браконьєрства.